# Tufeștii de Sus, Iași
Tufeștii de Sus este un sat în comuna Scânteia din județul Iași, Moldova, România.